# Charlie Dixon (cầu thủ bóng đá Anh, sinh năm 1903)
Charles Hubert Dixon (16 tháng 6 năm 1903 – 1 tháng 3 năm 1983) là một cầu thủ bóng đá người Anh thi đấu ở vị trí centre-half. Ông thi đấu tổng cộng 60 trận ở Football League cho Bournemouth & Boscombe Athletic, Nelson và Southport.